# Rue Olivier-Métra (Reims)
Pour les articles homonymes, voir Rue Olivier-Métra.
La rue Olivier-Métra est une voie de la commune de Reims, située au sein du département de la Marne, en région Grand Est.

## Situation et accès
La rue de Olivier-Métra appartient administrativement au quartier centre-ville de Reims elle est a sens unique et dessert la Poste Boulingrin.

## Origine du nom
Elle porte le nom du musicien Olivier Métra (1830-1889).

## Historique
Cette rue fut ouverte sous sa dénomination actuelle en 1892 après la démolition de l'hôtel de Bary.

## Bâtiments remarquables et lieux de mémoire
- no  : les halles centrales de Reims qui fait objet d’une inscription au titre des monuments historiques [1].